# 南蔵院 (葛飾区東水元)

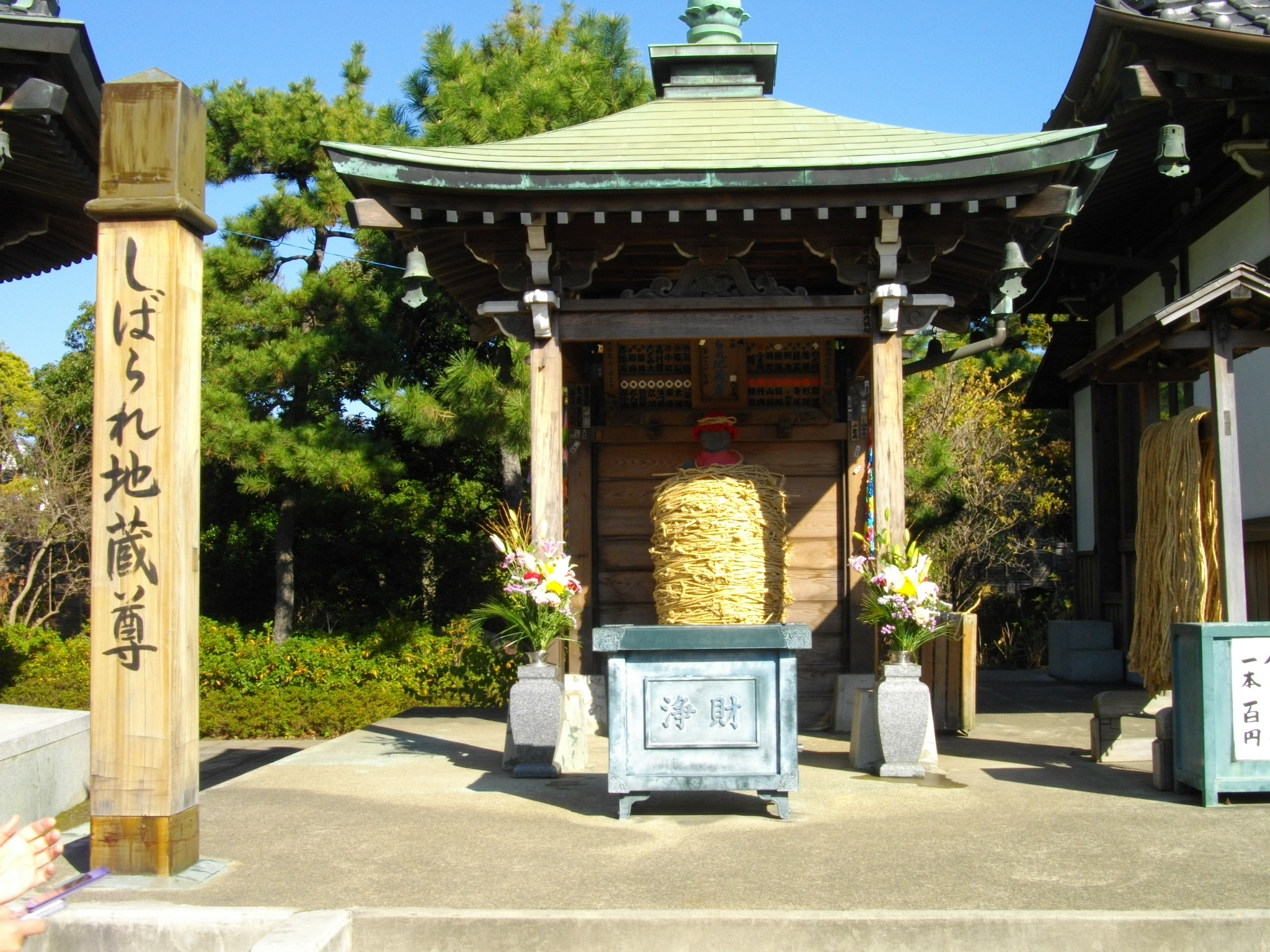
しばられ地蔵

南蔵院（なんぞういん）は、東京都葛飾区にある天台宗の寺院。

## 概要
1348年（貞和4年）、林能によって開山された。元々は在原業平が隅田川の溺死者を弔った経塚のそばにあったという。
1698年（元禄11年）水戸藩下屋敷の用地となり、江戸本所区小梅から本所区中之郷八軒町（現・東京都墨田区吾妻橋3丁目）に移ったが、1923年（大正12年）の関東大震災で罹災し、1929年（昭和4年）に現在地に移転した。
境内には、「大岡政談」で知られる「しばられ地蔵」が安置されている。現在も祈願する時は縄を縛り、成就した時は縄を解くことになっている。当寺公式サイトのアドレスも「http://shibararejizo.or.jp/」となっている。

## 交通アクセス
- 金町駅より徒歩16分（経路案内）。